# Kaestlea travancorica
Espèce
Synonymes
- Mocoa travancorica Beddome, 1870
- Leiolopisma palnicum Smith, 1935

Statut de conservation UICN

 LC  : Préoccupation mineure
Kaestlea travancorica est une espèce de sauriens de la famille des Scincidae.

## Répartition
Cette espèce est endémique du Sud de l'Inde. Elle se rencontre dans les États du Tamil Nadu et du Kerala.

## Étymologie
Cette espèce est nommée en référence au lieu de sa découverte : les monts Tranvacore.

## Publication originale
- Beddome, 1870 : Descriptions of some new lizards from the Madras Presidency. The Madras monthly journal of medical science, vol. 1, p. 30-35.